# Kanton Milagro
Der Kanton Milagro, offiziell Kanton San Francisco de Milagro, befindet sich in der Provinz Guayas im zentralen Westen von Ecuador. Er besitzt eine Fläche von 405,1 km². Im Jahr 2020 lag die Einwohnerzahl schätzungsweise bei 200.000. Verwaltungssitz des Kantons ist die Stadt Milagro mit 133.508 Einwohnern (Stand 2010). Das Gebiet wurde am 17. September 1913 aus dem Kanton San Jacinto de Yaguachi herausgelöst und ist seither ein eigenständiger Kanton.

## Lage
Der Kanton Milagro liegt im Tiefland östlich von Guayaquil. Der Río Milagro durchquert den Kanton in westlicher Richtung. Der Río Chimbo begrenzt den Kanton im Süden. Die Fernstraße E25 (Naranjal–Babahoyo) führt durch den Kanton und westlich an Milagro vorbei. Die Stadt Milagro befindet sich 32 km östlich der Provinzhauptstadt Guayaquil.
Der Kanton Milagro grenzt im Osten an die Kantone Simón Bolívar und Naranjito, im äußersten Südosten an den Kanton Coronel Marcelino Maridueña, im Süden und im Westen an den Kanton San Jacinto de Yaguachi sowie im Norden an den Kanton Jujan.

## Verwaltungsgliederung
Der Kanton Milagro ist in die Parroquias urbanas („städtisches Kirchspiel“)
- Camilo Andrade
- Chirijos
- Coronel Enrique Valdez
- Ernesto Seminario

und in die Parroquias rurales („ländliches Kirchspiel“)
- Mariscal Sucre
- Roberto Astudillo
- Chobo

gegliedert.